# Metzeral
Metzeral település Franciaországban, Haut-Rhin megyében. Lakosainak száma 1051 fő (2022. január 1.). Metzeral Linthal, Luttenbach-près-Munster, Sondernach, Muhlbach-sur-Munster, Mittlach, Oderen, Wildenstein, Kruth, Stosswihr és La Bresse községekkel határos.

## Népesség
A település népességének változása:
| Lakosok száma | 1071 | 1081 | 1086 | 1060 | 1049 | 1042 | 1042 | 1043 | 1051 |
|               | 2013 | 2015 | 2016 | 2017 | 2018 | 2019 | 2020 | 2021 | 2022 |